# Münk
Münk este o comună din landul Renania-Palatinat, Germania.